# Nutación

Movimientos de la Tierra: rotación, precesión y nutación.

La nutación (del latín nutare, 'cabecear' u 'oscilar') es un movimiento ligero irregular en el eje de rotación de objetos simétricos que giran sobre su eje. Ejemplos comunes son los giroscopios, los trompos y los planetas. Más exactamente, una nutación pura es el movimiento del eje de rotación que mantiene el primer ángulo de Euler (precesión) constante.
El movimiento de nutación de la Tierra fue descubierto en 1728 por el astrónomo inglés James Bradley, y dado a conocer en el año 1748. Hasta veinte años más tarde no se supo que la causa de este movimiento extra del eje de la Tierra era la atracción gravitatoria ejercida por la Luna.
Este como bien se sabe es el segundo ángulo de Éuler.

## Nutación del eje de la Tierra
Para el caso de la Tierra, la nutación es la oscilación periódica del eje de rotación de la Tierra alrededor de su posición media en la esfera celeste, debido a las fuerzas externas de atracción gravitatoria entre la Luna y el Sol con la Tierra. Esta oscilación es similar al movimiento de un trompo.
En el caso de la Tierra, la nutación se superpone al movimiento de precesión y al balanceo de la oblicuidad de la eclíptica de forma que no son regulares, sino un poco ondulados, los teóricos conos que dibujaría la proyección en el espacio del desplazamiento del eje de la Tierra debido al movimiento de precesión. La nutación hace que cada 18.6 años el eje de rotación de la Tierra oscile hasta unos nueve segundos de arco a cada lado del valor medio de la oblicuidad de la eclíptica y hasta unos diecisiete segundos a cada lado del valor medio de desplazamiento del punto Aries sobre la eclíptica debido a la precesión de los equinoccios. 
El Sol produce otro efecto de nutación de mucha menor relevancia, con un período medio de medio año, incrementando la oscilación del eje mencionada hasta 1.1" de arco en oblicuidad y hasta alrededor de 2" de arco en longitud (precesión).
Los demás planetas también producen variaciones, denominadas perturbaciones, pero que carecen de importancia por su pequeño valor.
Actualmente, la oblicuidad media es de poco menos de 23°26′16″, correspondiendo dicho ángulo y su complementario (66°33'44") a la latitud media de los trópicos y los círculos polares respectivamente. La oblicuidad media está decreciendo 0.47" por año, lo cual se refleja en un desplazamiento anual de 14.4 m de los trópicos y círculos polares medios. Sin embargo, la nutación modifica continuamente la oblicuidad hasta en poco más de 3" de un año a otro en años de máxima diferencia, los mismos que cuando son del mismo signo que la variación de la oblicuidad llegan a sumar 3.5", los que en la tierra representan hasta 110 m de diferencia de un año a otro entre la ubicación de los trópicos y círculos polares verdaderos.
En cada ciclo de 18.6 años la diferencia de ubicación entre trópicos y círculos polares medios y verdaderos puede alcanzar hasta cerca de 300 m, y la ubicación de los trópicos y círculos polares verdaderos puede superar los 700 m de distancia en diez años, período máximo de alejamiento antes de empezar el siguiente ciclo.
Al depender el movimiento de nutación de la estructura interna de la Tierra, las discrepancias entre los valores predichos y observados proporcionan información sobre modelos para el núcleo terrestre.
Los fenómenos de movimiento del polo e inconstancia de la rotación terrestre aparecen como consecuencia de pequeños cambios en el momento angular de la Tierra. Este cambio es debido a muy diversos fenómenos, entre los que se pueden citar el intercambio de momento angular entre la Tierra y su atmósfera, y entre la Tierra y la Luna, cambio de la altura del nivel del mar y corrientes oceánicas, producidas por el fenómeno de las mareas, acoplamientos mecánicos entre los movimientos de los fluidos del núcleo y manto, entre otros.